# سررو پارانال
سررو پارانال (انگلیسی: Cerro Paranal) کوهی در بیابان آتاکاما در شمال شیلی است و بنای رصدخانه پارانال در آن است. قبل از ساخت رصدخانه، این قله یک نقطه کنترل افقی با ارتفاع ۲۶۶۴ متر (۸۷۴۰ فوت) بود؛ اکنون بلندی آن از سطح دریا ۲۶۳۵ متر (۸٬۶۴۵ فوت) است. این محل تلسکوپ بسیار بزرگ وی‌ال‌تی و تلسکوپ پیمایشی وی‌ال‌تی (VLT) است. در ۱۲۰ کیلومتری جنوب آنتوفاگاستا و ۸۰ کیلومتری شمال تالتال و همچنین ۱۵ کیلومتری (۹٫۳ مایل) داخلی و ۵ کیلومتری (۳٫۱ مایل) غرب بزرگراه B-710 واقع شده‌است.